# Frederik Christian von Haven
Frederik Christian von Haven (født 26. juni 1728, død 25. maj 1763) var en dansk filolog, teolog og deltager på den danske ekspedition til Jemen.

## Biografi
Frederik von Haven blev født i præstegården i Vester Skerninge på Fyn og døbt 3. juli i Vor Frue Kirke i Odense. Hans fader var præsten Lambert von Haven, og moderen hed Maren (født Wielandt). Han havde tre søstre. Især søsteren Pernille Elisabeth von Haven, som forblev ugift, havde han et nært forhold til.
Von Haven familien kom sandsynligvis fra Nordtyskland og findes i Bergen i Norge i 1600-tallet. Den flyttede senere til Danmark. De tidligste af de danskfødte i von Haven familien havde deres virke som malere eller arkitekter, f.eks. Lambert van Haven (1630-1695), der tegnede Thotts Palæ, kuppelsalen på Charlottenborg og Vor Frelsers Kirke i København (tårnet blev tegnet af Laurids de Thurah). I slutningen af 1600-tallet begyndte von Haven familiens sønner at blive præster.
Frederik von Havens fader døde i 1738 og efterlod familien i pengevanskeligheder. Kun ved hjælp af slægtninge lykkedes det Frederik at blive student fra Odense Kathedralskole og læse teologi på Københavns Universitet. I 1750 blev han magister. Han fik et legat, der satte ham i stand til at rejse til Göttingen og studere bl.a. orientalske sprog under den berømte professor Johann David Michaëlis.

## Den Arabiske Rejse

### Ekspeditionen til Arabien planlægges
Det var Michaëlis, der fik ideen til den arabiske ekspedition. Da han bedrev komparative historiske og filologiske studier over Bibelen, var det vigtigt for ham at få fastlagt aktuelle detaljer om livet i Orienten. Det var hans opfattelse at Jemen, som lå isoleret, havde bevaret mange traditioner og samfundsmønstre fra Bibelens tid. Michaëlis skrev til Frederik 5. for at få hans støtte til ideen. Kongen indvilligede, og planlægningen af rejsen begyndte.
Michaëlis tænkte sig, at sende missionærer fra den danske koloni Trankebar til Jemen, men efterhånden blev planen at sende uddannede forskere i stedet. Von Haven havde vist sig som en dygtig filolog, og bl.a. derfor valgte Michaëlis ham.
Da von Haven hørte, at syriske maronitermunke underviste på et kollegium i Rom, fik han et legat til rejse til Rom for at lære arabisk af munkene. I Vatikanets bibliotek lå mange håndskrifter fra Orienten, som kunne være nyttige for von Haven. Han begyndte rejsen i slutningen af 1759, og han blev sig i udlandet i omtrent et år.
Under von Havens fravær blev de andre rejsedeltagere udnævnt af Michaelis og udenrigsminister J.H.E. Bernstorff. Det blev botanikeren – elev af den lærde Carl von Linné – Peter Forsskål, matematikeren og astronomen Carsten Niebuhr, kobberstikkeren og miniaturemaleren Georg Wilhelm Baurenfeind og lægen Christian Carl Kramer.

### Rejsen
Da von Haven vender tilbage til København bliver han, ligesom Forsskål, udnævnt til professor. Den 4. januar 1761 går ekspeditionen om bord på orlogsskibet Grønland, som skulle bringe dem til Konstantinopel. På grund af det dårlige vejr må skibet flere gange vende tilbage til Helsingør. Von Haven og en stor del af mandskabet blev syge, fordi drikkevandet var blev råddent på den korte tid. Skibet må den 11. februar endnu engang gå til Helsingør. Von Haven beslutter sig for at rejse over land til Marseille for der at slutte sig til ekspeditionen. Han får tilladelsen og rejser til Sydfrankrig. Von Havens rejseberetning afslører, at han er en øvet iagttager. Han forbereder sig grundigt til den forestående ekspedition. F.eks. ser han i København professor Kratzenstein tage afstøbninger af inskriptioner og vise, hvordan han afskærer en marmorblok med dem. Desuden indkøber han bøger eller afskriver dem, der anses for autoriter på arabisk historie, kultur og sprog.
Von Haven ankommer 8. maj til Marseille, hvor han slutter sig til rejseselskabet, som først ankom på skibet Grønland den 13. maj. Von Haven har levet godt i byen med teaterforestillinger, koncerter og besøg hos byens fornemme. Han skriver i sin rejseberetning, at han "ønskede at det endnu havde bleven borte i 14 dage".
Den 3. juni sejler de fra Marseille til Konstantinopel. Det er under denne tur, at von Haven og Forsskål kommer i et gevaldigt skænderi, som præger resten af rejsen. Von Haven beskriver det som en mindre diskussion, han har i anledning af Forsskåls utilfredshed med Kramers evner i videnskaben. Von Haven skriver, at han vandt diskussionen, og at Forsskål forlader kahytten uden at kunne svare. I Konstantinopel køber von Haven nogle pakker arsenik, som får selskabet til at frygte, at han vil forgifte dem, og de skriver til Bernstorff og den danske konsul i Konstantinopel von Gähler for at udvirke, at von Haven fjernes fra ekspeditionen. Forgæves. I sin rejseberetning nævner von Haven ikke episoden med et ord.
Selskabet ankommer til Alexandria i Egypten den 26. september. Her og i Cairo foretager von Haven langt de fleste indkøb af håndskrifter, en del af hans videnskabelige opgave på rejsen. Selskabet opholder sig i Egypten i et år, og mellem den 6. september og 25. september 1762 foretager von Haven og Carsten Niebuhr rejsen til Sinai, hvor de skal bese nogle indskrifter og besøge Sankt Katharinas Klosteret ved Sinaibjerget, der skulle besidde et stort bibliotek af sjældne håndskrifter. De bliver dog vildledt af deres arabiske guider og får ikke set indskrifterne på bjerget. Munkene på klosteret vil ikke lukke dem ind, da de ikke har en skrivelse fra patriarken af den græske ortodokse kirke. Von Haven sender en beretning om denne mislykkede ekspedition til Bernstorff, som fra København har bedt dem om resultater. Bernstorff er utilfreds med svaret og skriver tilbage, at han forventer bedre resultater. Men da postgangen mellem Danmark og Egypten er langsom, når brevet først frem længe efter von Havens død.

### von Haven dør
Selskabet rejser nu med et arabisk skib ned igennem det Røde Hav og ankommer til havnebyen Loheia i Jemen den 29. december. Det rejser over land til byen Mokka; undervejs gør det ophold i ørkenbyen Bait Al-Faqîh. De fleste af selskabets medlemmer er nu syge. Det er senere blevet konstateret, at de havde malaria, men de tror, at det kun er en almindelig forkølelse. Sygdommen bliver værre. Da de ankommer til Mokka er von Haven så syg, at han må opholde sig i sengen i deres lejede hus. Von Haven er selv klar over, hvor alvorlig sygdommen er. Den 25. maj om eftermiddagen skriver han med rystende hånd den sidste notits i sin rejsedagbog: "d.25 May 1763 form: efter Middag gav Gud mig, som ieg troer, en Salig ende. Ieg var fød d 26 Iunii 1728."
Han bliver begravet på den kristne kirkegård i Mokka, som stadig eksisterer. Gravens beliggenhed er ubekendt.

### Videnskabelige resultater
Von Haven indkøbte 116 håndskrifter , som blev overgivet til Det Kongelige Bibliotek, hvor de stadig findes. De indbefatter historiske, geografiske og lingvistiske tekster. Desuden er der poesi på arabisk eller hebraisk. Der er syv bibler skrevet på hebraisk. De blev blandt andet brugt af den engelske teolog Benjamin Kennicott fra Oxford, da han lavede sin autoritive tekstkritiske udgave af Det Gamle Testamente. Mange af håndskrifterne er illuminerede pragteksemplarer.[kilde mangler]
Von Havens rejsejournal viser, at han besidder videnskabelig sans og en god iagttagelsesevne. Fra det sidste halve år eksisterer kun noter. Hans område krævede meget efterarbejde, så hans egne filologiske resultater er svære at vurdere i dag. Den renskrevne del af rejsedagbogen er et af tidens bedre danske prosaværker, på linje med Frederik Sneedorffs rejsebreve og Andreas Christian Hviids rejsedagbøger.
Von Haven besad sans for sproget og brillerer på baggrund af tidens ikke særligt veludviklede litterære dansk.

## Rollen som skurk i Thorkild HansensDet lykkelige Arabien
Den arabiske ekspedition er i dag mest kendt gennem forfatteren Thorkild Hansens dokumentaristiske roman Det lykkelige Arabien fra 1962. I den er Frederik von Haven egoistisk, kujonagtig og doven. Han prøver konstant at modarbejde det videnskabelige arbejde, som især Forsskål og Niebuhr prøver at udføre. Den rolle er fremkommet ved Thorkild Hansens vægtning af kilderne.
Hans hovedkilde er biografierne over Peter Forsskål, Carl Christensens Naturforskeren Pehr Forsskål (1918) og Henrik Schücks Från Linnés tid. Peter Forsskål (1923). De er begge stærkt kritiske over for von Haven. Desuden er anvendt Carsten Niebuhrs søn Barthold Georg Niebuhrs biografi over faderen.
Thorkild Hansen har tilsyneladende ikke kendt von Havens Rejsejournal, som lå i manuskript på Det Kongelige Bibliotek (og først blev trykt i 2005). Af von Havens egne optegnelser har Thorkild Hansen kun anvendt beretningen om den mislykkede rejse til Sinai og Havens breve til venner og bekendte. De omtalte kun personlige forhold og ikke ekspeditionens virke. Det har indvirket stærkt på portrættet af von Haven, som ses som en, der kun tænkte på bekvemmelighed og god mad, og som konstant klagede over dårligt helbred. At von Haven var egensindig og havde modvilje mod Peter Forsskål – og ikke var velegnet til en ekspedition af en sådan art – rykker hans rejsejournal ikke meget ved. Til gengæld viser den, at han gjorde sit bedste med hensyn til det videnskabelige arbejde, og at beskyldningen om dovenskab og dårlige undskyldninger må omvurderes. Problemet for ham er, som Thorkild Hansen nævner i sin roman, at det meste af rejsen foregik til søs eller i øde ørkener, og at der ikke var at gøre for en filolog, mens der var meget at gøre for en kortmåler og en botaniker.
Hansen har af litterære grunde dæmoniseret von Haven: hans negative sider skal danne kontrast til heltene Niebuhr og Forsskål. Von Haven indtager således rollen som "den uundværlige skurk".